# Minoritatea poloneză din Uniunea Sovietică

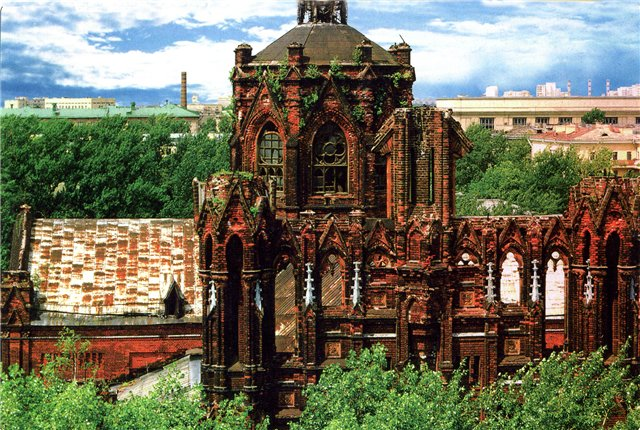
Ruinele Catedralei catolice din Moscova în anii 1980, fotografiate din casa lui Vladimir Vîsoțki

Minoritatea poloneză din Uniunea Sovietică a fost formată din foștii cetățeni polonezi sau de vorbitorii de limbă poloneză rezidenți în Uniunea Sovietică. Istoria acestei minorități poate fi împărțită în trei perioade. 

## 1921–1938

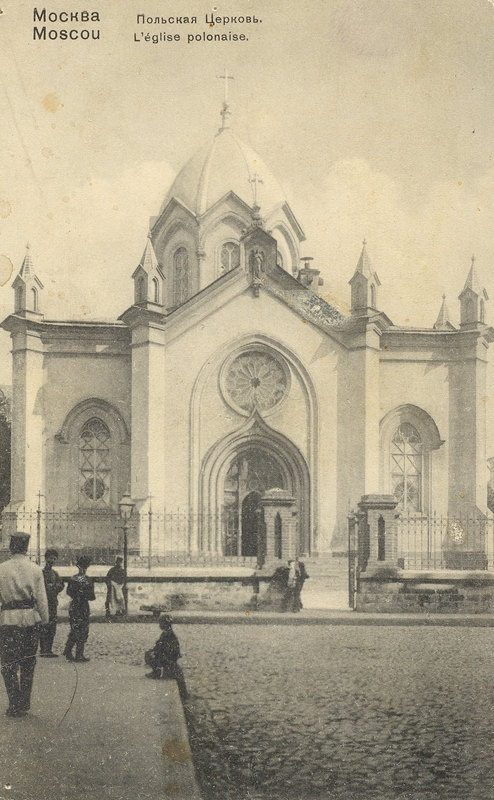
Biserica Poloneză din Moscova (înainte de transformarea în cinematograf)

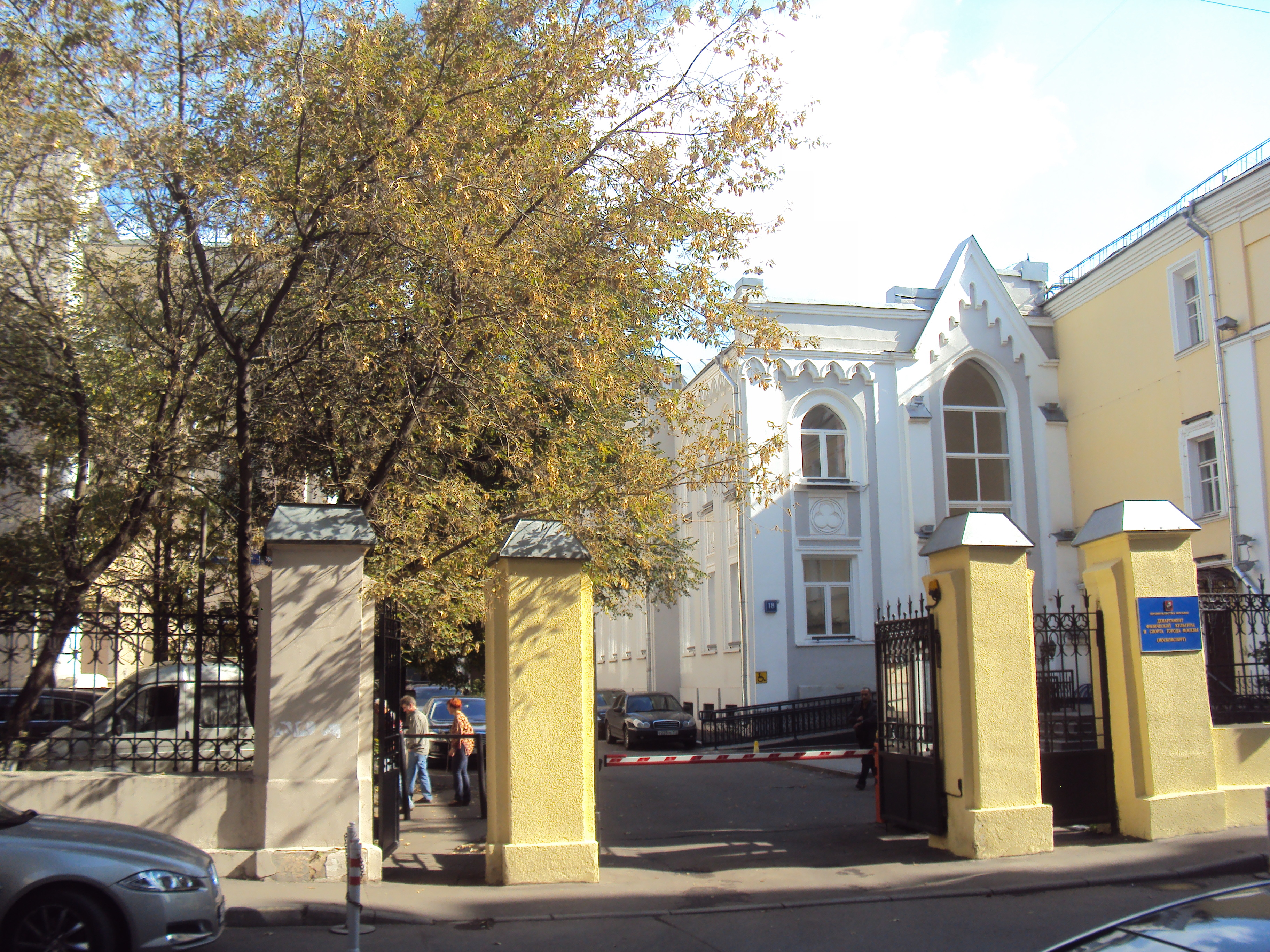
Incinta Bisericii Poloneze din Moscova în anul 2008

Comunitățile poloneze au fost „moștenite” de tânărul stat sovietic de la Imperiul Rus. După primul război mondial, Polonia și-a recăpătat independența, iar secesiunea sa definitivă a fost recunoscută prin Tratatul de pace de la Riga din 1921, parafat la încheierea războiului polono – sovietic. În urma acestui tratat de pace, în componența Uniunii Sovietice au rămas teritorii cu o populație poloneză semnificativă. La început, acestor cetățeni li s-a permis organizarea a două raioane autonome, una în RSS Belarusă și cealaltă în RSS Ucraineană. Prima a primit numele de Dzierzynszczyzna, în onoarea lui Felix Dzierżyński, iar cea de-a doua a fost denumită Marchlewszczyzna, în onoarea lui Julian Marchlewski. După încheierea colectivizării agriculturii în URSS, Stalin a hotărât să desființeze ambele regiuni autonome, populația de origine poloneză fiind în cele din urmă deportată în RSS Kazahă în perioada 1934–1938. Foarte puțini polonezi au pierit în timpul deportărilor și după aceea, în ciuda faptului că relocarea lor s-a făcut în zone slab populate, nepregătite să primească noii coloniști, lipsite de facilitățile strict necesare pentru supraviețuire (infrastructură medicală, case, etc), deportații primind în schimb un sprijin substanțial din partea autorităților, ajutor care a redus rata mortalității. 
De asemenea, un mare număr de polonezi erau prezenți în Rusia, exilați în Siberia, încă din timpul revoltelor polonezilor din Imperiul Țarist. (Vezi și: Istoria Poloniei). 
În afară de deportările polonezilor, (prima operațiune de deportare a unui întreg grup etnic din istoria URSS–ului), și Partidul Comunist Polonez, aflat sub controlul Moscovei, a fost decimat în timpul epurărilor staliniste, până într-atâta încât a încetat să existe în 1938.
Biserica comunității poloneze din Moscova, Biserica Sfinții Petru și Pavel din Moscova⁠(de)[traduceți], a fost transformată în perioada interbelică în cinematograf, apoi în Institutul de Cercetări „GiproUgleMaș”. Polonezii deportați în Kazahstan au fost privați de practica religioasă catolică și s-au rusificat.

## 1939–1947
În timpul celui de-al doilea război mondial Uniunea Sovietică a ocupat o zonă întinsă în estul Poloniei (așa numita Kresy), încă 5,2 – 6,5 milioane de polonezi devenind astfel cetățeni sovietici, (din cei aproximativ 13,5 milioane de locuitori ai teritoriilor anexate). Istoricii mai discută încă despre cifra exactă a deportaților polonezi din aceste teritorii, aprecierile variind între 500.000 și 1,7 milioane de polonezi transferați în zone îndepărtate ale URSS-ului sau morți în timpul acestui proces.
Pe 30 martie 2004 șeful Arhivei FSB (Seviciul Federal de Securitate al Rusiei), generalul Vasili Khristoforov, a dat o cifră considerată exactă a acestor deportări. În conformitate cu cele spuse de el, în 1940 au fost deportați 297.280 de polonezi, urmați în iunie 1941 de încă 40.000. 
El nu a pus la socoteală și victimile execuțiilor directe ale polonezilor în timpul ocupației din 1939–1940 (vezi și Masacrul de la Katyn).
După încheierea celui de-al doilea război mondial, cei mai mulți polonezi din Kresy au fost expulzați în Republica Populară Polonia, dar, în conformitate cu statisticile oficiale, 1,3 milioane de polonezi au rămas să trăiască în continuare în URSS. Unii dintre ei au fost motivați poate de credința tradițională poloneză că vor redeveni proprietarii pământurilor pe care trăiau. Altora li s-a interzis să emigreze în Polonia. 

## 1947–1991
Minoritatea poloneză a fost una dintre puținele al cărei număr a scăzut în continuu, după cum arată statisticile oficiale. Persecuțiile etnice i-au transformat în unii dintre cei mai puțin școliți locuitori ai țării.
După 1989, din cauza tensiunilor interetnice, polonezii care trăiau în Kazahstan au început să emigreze în Rusia, iar, cu sprijinul societăților de emigrare, și în Polonia. Se estimează că în Kazahstan mai trăiesc între 50.000 și 100.000 de polonezi. 
După colapsul Uniunii Sovietice din 1991, mai trăiau polonezi într-un număr semnificativ, în următoarele tări foste sovietice:
- Lituania, aproximativ 250. 000 (7% din populația țării),
- Belarus, cel puțin 420.000,
- Ucraina, cel puțin 150.000,
- Rusia, mai mult de 100.000.

## Articole înrudite
- Universitatea Comunistă pentru Minoritățile Naționale din Partea de Vest a Țării „Julian Marchlewski” din Moscova
- Linia Curzon
- Lista lagărelor din Gulag
- Dzierzynszczyzna
- Marchlewszczyzna
- Osadnik
- Polonia
- Operațiunea poloneză a NKVD

## Legățuri externe
- Istoria polonezilor din Kazahstan Arhivat în 28 iulie 2004, la Wayback Machine.
- Represiunea sovietică împotriva polonezilor și cetățenilor Poloniei (în limba rusă)